# Чепсеба, Никсон
Никсон Киплимо Чепсеба — кенийский легкоатлет, который специализируется в беге на 1500 метров. Победитель Бриллиантовой лиги IAAF 2011 года. Серебряный призёр чемпионата Африки среди юниоров 2009 года с результатом 3.37,63. На олимпийских играх 2012 года занял 11-е место. Победитель мемориала Фанни Бланкерс-Кун 2012 года. В 2011 году выиграл Мировой класс в Цюрихе, показав результат 3.32,74. 20 июля 2012 года на соревнованиях в Монако установил личный рекорд 3.29,77 — это 19-е место в списке самых быстрых бегунов на этой дистанции.
Тренируется у Патрика Санга.

## Достижения
Бриллиантовая лига
- 2013  DN Galan — 3.34,05
- 2013  Zürich Weltklasse — 3.33,15